# 稲村文吾
稲村 文吾（いなむら ぶんご ）は、中国語圏ミステリを中心として活動する、日本の翻訳家。

## 人物・略歴
早稲田大学政治経済学部卒、在学中はワセダミステリクラブに所属。2014年、『現代華文推理系列　第一集』を翻訳して、電子書籍の個人出版による掲載された。それから翻訳活動を始めた。
ツイートで華文ミステリの短い書評を書く。
2017年から毎年繁体字圏で発表された華文ミステリの情報をまとめて掲載する、題名は「台湾/香港ミステリの一年」とした。

## 訳書

### 単行本
- 『ぼくは漫画大王』胡傑 文藝春秋 2016年5月
- 『逆向誘拐』文善 文藝春秋 2017年8月
- 『元年春之祭』陸秋槎 早川書房 2018年9月
- 『ディオゲネス変奏曲』陳浩基 早川書房 2019年4月
- 『黄』雷鈞 文藝春秋 2019年7月
- 『雪が白いとき、かつそのときに限り』陸秋槎 早川書房 2019年10月
- 『死亡通知書 暗黒者』周浩暉 早川書房 2020年8月
- 『文学少女対数学少女』陸秋槎 早川書房 2020年12月
- 『島田荘司選 日華ミステリーアンソロジー』 講談社 2021年3月
- 『悪童たち』紫金陳 早川書房 2021年7月
- 『ガーンズバック変換』陸秋槎 早川書房 2023年2月（共訳）

### 雑誌・アンソロジー掲載
- 「1797年のザナドゥ」陸秋槎 『ミステリマガジン』2019年3月号掲載 2019年1月（原題：『1797年的仙那都』）
- 「藍を見つめる藍」陳浩基 『ミステリマガジン』2019年3月号掲載 2019年1月（原題：『窥伺蓝色的蓝』）
- 「色のない緑」陸秋槎 『アステリズムに花束を 百合SFアンソロジー』ハヤカワ文庫JA 2019年6月 / 『ベストSF2020』竹書房文庫　2020年7月（原題：『没有颜色的绿』）
- 「インディアン・ロープ・トリックとヴァジュラナーガ」陸秋槎  『S-Fマガジン』2021年6月号掲載 2021年4月

### 電子出版
- 『現代華文推理系列　第一集』 Kindle 2014年10月[4]
  - 「人体博物館殺人事件」 御手洗熊猫
  - 「おれみたいな奴が」 水天一色
  - 「バドミントンコートの亡霊」 林斯諺
  - 「犯罪の赤い糸」 寵物先生
- 『現代華文推理系列　第二集』 Kindle 2015年10月[5]
  - 「風に吹かれた死体」 冷言
  - 「憎悪の鎚」 鶏丁
  - 「愚者たちの盛宴」 江離
  - 「見えないＸ」 陳浩基
- 『現代華文推理系列　第三集』 Kindle 2016年11月[6]
  - 「自殺する死体」 藍霄
  - 「血染めの傀儡」 陳嘉振
  - 「飄血祝融」 江成

## 受賞歴
- 2017年05月 第17回 本格ミステリ大賞 『現代華文推理系列』 候補[7]
- 2019年02月 第8回 うつのみや大賞 『元年春之祭』 候補[8]